# Wendorf (Meklemburgia-Pomorze Przednie)
Wendorf – gmina w Niemczech w kraju związkowym Meklemburgia-Pomorze Przednie, w powiecie Vorpommern-Rügen, wchodzi w skład Związku Gmin Niepars.